# Timetes (rei d'Atenes)
|  | No s'ha de confondre amb Timetes. |

Timetes (en grec antic Θυμοίτης "Thymoítês"), fill d'Oxintes i germà d'Afeidas, va ser el quinzè rei mitològic d'Atenes, l'últim descendent de Teseu en ocupar el tron.
Va matar el seu germà Afeidas quan aquest portava un any de regnat i va ocupar el tron. Quan anys després hi va haver un conflicte entre atenencs i beocis, Timetes, ja vell, va decidir que es quedaria el tron qui guanyés en un combat singular. Va oferir el tron a qui lluités per ell, i es va presentar voluntari Melant, que va guanyar el combat davant del rei beoci Xantos, i va ser nomenat rei d'Atenes.